# Валезе-индустријска зона (Верона)
Валезе-индустријска зона је насеље у Италији у округу Верона, региону Венето.
Према процени из 2011. у насељу је живело 50 становника. Насеље се налази на надморској висини од 29 м.